# أسفاران
أسفاران هي قرية في مقاطعة طالقان، إيران. يقدر عدد سكانها بـ 167 نسمة بحسب إحصاء 2016.